# Qerrortusoq
Qerrortusoq [ˌqɜˈχːɔtːusɔq] (nach alter Rechtschreibung K'errortussoĸ; auch Assaqutaq (Avssaĸutaĸ) [ˈasːɑqutɑq]) ist eine wüst gefallene grönländische Siedlung im Distrikt Sisimiut in der Qeqqata Kommunia.

## Lage
Qerrortusoq befindet sich auf einer kleinen Insel im Fjord Amerloq achteinhalb Kilometer östlich von Sisimiut.

## Geschichte
Qerrortusoq und Assaqutaq sind eigentlich zwei verschiedene Siedlungen. Qerrortusoq wurde 1778 als Walfängerloge unter der Kolonie Holsteinsborg etwa einen Kilometer westnordwestlich auf dem Festland in einer winzigen Bucht gegründet. Ab 1789 war die Loge selbstständig. Während der Pockenepidemie 1801 starb beinahe die gesamte Bevölkerung und die Loge musste aufgegeben werden. Ab 1805 wurde Qerrortusoq als Udsted unter Holsteinsborg neugegründet. Von 1881 bis 1909 war der Ertrag jedoch so schlecht, dass in dieser Zeit keine Handelsaktivitäten stattfanden und der Ort de facto nur ein Wohnplatz war, da kein Udstedsverwalter in Qerrortusoq residierte.
1909 kehrte Den Kongelige Grønlandske Handel an den Ort zurück, baute aber neue Handelsgebäude auf der kleinen Insel namens Assaqutaq, die einen Kilometer entfernt lag. Ab 1911 war Qerrortusoq eine eigene Gemeinde im Kolonialdistrikt Holsteinsborg, die zum 11. Landesratswahlkreis Südgrönlands gehörte.
1918 lebten 135 Menschen in Qerrortusoq, aber nur 9 in Assaqutaq. Zu diesem Zeitpunkt befanden sich sechzehn Wohnhäuser in Qerrortusoq sowie eine Holzkapelle, die 28 m² groß, lediglich 1,80 m hoch (die Tür war nur 1,30 m hoch) und äußerst spartanisch eingerichtet war – der Altar war ein Tisch, der Betschemel eine Holzkiste und das Taufbecken ein Tisch, auf dem ein Wasserfass stand. Außerdem gab es ein kleines Schulgebäude aus Stein, das 18 m² groß war. Alle Handelsgebäude befanden sich in Assaqutaq. Dort stand die Wohnung des Udstedsverwalters, die auch den Laden beherbergte, aus Holz gebaut, 57 m² groß war und abgesehen vom Laden nur aus einem Zimmer bestand. Ein weiteres Holzgebäude war das Proviantlager mit Speckhaus. Außerdem gab es ein aus Stein gebautes Pulverhaus. Alle drei Gebäude stammten aus dem Jahr 1909. Neben dem Udstedsverwalter und einem ausgebildeten Katecheten arbeitete im Ort auch eine Hebamme. Die Jäger in Qerrortusoq jagten fast ausschließlich Robben.
In den 1920er Jahren zogen die Bewohner von Qerrortusoq nach Assaqutaq. Offiziell wurde der Ortsname mitgenommen, aber die Bewohner nannten ihren neuen Wohnort weiterhin Assaqutaq. Dort wurde eine neue Schule gebaut, 1931 eine Holzkapelle mit 80 Sitzplätzen und später ein 256 m² großes Fischhaus. In den 1940er Jahren lebten zwischen 109 und 131 Menschen in Qerrortusoq. 1950 wurde Qerrortusoq Teil der neuen Gemeinde Sisimiut. 1952 wurden von den Fischern 108,7 t Fisch gefangen, was 5,2 t pro Fischer ergibt. 1960 lebten noch 89 Menschen im Ort, 1965 noch 62 und 1968 nur noch 30. Die Schule war zu diesem Zeitpunkt bereits geschlossen worden. 1969 wurde Qerrortusoq aufgegeben.

## Liste der Kolonialangestellten
Folgende Personen waren als Handelsassistenten bzw. Udstedsverwalter für Qerrortusoq zuständig.
- 1778–1785: Niels Larsen Lunde
- 1785–1786: Søren Egtved
- 1786–1787: Niels Larsen Lunde
- 1787–1789: Søren Egtved
- 1789–1790: Immanuel Arøe
- 1790–1791: Niels Christian Mathiesen
- 1791–1793: Isaak Lyberth
- 1793–1794: Nikolaj Daniel Muus
- 1794–1796: Mads Hvass Mørch
- 1796–1800: Christen Heiberg
- 1800–1801: T. G. Kragh
- 1801–1803: David Werner Heiberg
- 1803–1804: Arent Christopher Heilmann
- 1804–1806: David Fog
- 1806–1812: Andreas Christian Wolf
- 1812–1821: Christian Alexander Platou
- 1821–1828: Johan Anton Lund
- 1828–1829: Edvard Emil Meyer
- 1829–1831: Ove Valentin Kielsen
- 1831–1835: Boh Olufs
- 1835–1836: Johan Peder Engholm
- 1836–1837: Emanuel Joachim Balling
- 1837–1838: Peter Hanning Motzfeldt
- 1838–1841: Frederik Waldemar Arntz
- 1841–1843: Emanuel Joachim Balling
- 1843–1845: Carl Ludvig Myhre
- 1846–1848: Lars Jensen
- 1848–1850: Peter Ludvig Wessel Brown Platou
- 1850–1853: Hans Elberg
- 1853–1855: Gerhardt Andreas Christen Christian Motzfeldt

## Söhne und Töchter
- Jørgen C. F. Olsen (1916–1985), Politiker